# 1440-ві
Пізнє Середньовіччя •  Реконкіста •  Столітня війна

## Події
Завершив роботу і розпустився Базельський собор, який не зумів реформувати церкву і тільки завдав шкоди її авторитету. Флорентійська унія заклала підвалини греко-католицької церкви.
Російська Православна Церква де-факто відокремилася від Київської Митрополії Константинопольського Патріархату, проголосивши митрополитом Іону Одноушева без призначення з Царгорода. Константинопольський патріархат не визнавав цього відокремлення до 1589 року.
До кінця десятиліття французи звільнили від влади англійців майже всю територію країни.
Скандербег підняв антиосманське повстання в Албанії.
У Кореї винайдено хангиль.